# Fort Patience
Pour un article plus général, voir Forts de la côte ghanéenne.
Fort Patience, en néerlandais Fort Lijdzaamheid, est un ancien comptoir colonial fortifié construit par les Pays-Bas à Apam, au Ghana. Il fut un important lieu de la traite négrière sur la côte de l'Or, et fait partie depuis 1979 des forts de la côte ghanéenne inscrits sur la liste du patrimoine mondial de l'Unesco.